# Courzieu
Courzieu este o comună în departamentul Rhône din sud-estul Franței. În 2009 avea o populație de 1.160 de locuitori.

## Evoluția populației
| An        | 1975 | 1982 | 1990  | 1999  | 2006  | 2009  |
| --------- | ---- | ---- | ----- | ----- | ----- | ----- |
| Populație | 836  | 880  | 1.013 | 1.134 | 1.156 | 1.160 |